# Shohei Otsuka
Shohei Otsuka (大塚 翔平 Ōtsuka Shōhei?, nacido el 11 de abril de 1990 en Osaka, Osaka) es un futbolista japonés que se desempeña como delantero.

## Trayectoria

### Clubes
| Club                | País  | Año         |
| ------------------- | ----- | ----------- |
| Gamba Osaka         | Japón | 2009 - 2012 |
| JEF United Chiba    | Japón | 2012 - 2014 |
| Giravanz Kitakyushu | Japón | 2015        |
| Kawasaki Frontale   | Japón | 2016 - 2017 |
| SC Sagamihara       | Japón | 2018 -      |

## Estadística de carrera

### J. League
| Club                | Año   | J. League | J. League | Copa J. League | Copa J. League | Total | Total |
| Club                | Año   | Part.     | Goles     | Part.          | Goles          | Part. | Goles |
| ------------------- | ----- | --------- | --------- | -------------- | -------------- | ----- | ----- |
| Gamba Osaka         | 2009  | 1         | 0         | 0              | 0              | 1     | 0     |
| Gamba Osaka         | 2010  | 4         | 0         | 0              | 0              | 4     | 0     |
| Gamba Osaka         | 2011  | 1         | 1         | 1              | 1              | 2     | 2     |
| Gamba Osaka         | 2012  | 0         | 0         | 0              | 0              | 0     | 0     |
| JEF United Chiba    | 2012  | 15        | 1         | -              | -              | 15    | 1     |
| JEF United Chiba    | 2013  | 23        | 3         | -              | -              | 23    | 3     |
| JEF United Chiba    | 2014  | 19        | 2         | -              | -              | 19    | 2     |
| Giravanz Kitakyushu | 2015  | 16        | 1         | -              | -              | 16    | 1     |
| Kawasaki Frontale   | 2016  | 12        | 2         | 2              | 2              | 14    | 4     |
| Kawasaki Frontale   | 2017  | 3         | 0         | 0              | 0              | 3     | 0     |
| Total               | Total | 94        | 10        | 3              | 3              | 97    | 13    |